# Stattkus-Verzeichnis
Lo Stattkus-Verzeichnis (SV) è un catalogo delle composizioni musicali del compositore barocco Claudio Monteverdi. Il catalogo fu pubblicato nel  1985 da Manfred H. Stattkus (Claudio Monteverdi: Verzeichnis der erhaltenen Werke); una seconda edizione è apparsa nel 2007. È disponibile una versione online.